# Atlético FC
Atlético FC, bis 2016 Dépor FC, ist ein 2005 gegründeter kolumbianischer Fußballverein aus Cali, Valle del Cauca, der seit 2005 in der Categoría Primera B spielt.

## Geschichte als Dépor

Logo von Dépor FC

In der Spielzeit 2005 trug der Verein seine Heimspiele in Cartago aus. 2006 bis 2008 spielte er in Jamundí. Seit 2009 ist der Verein in Cali ansässig, bis 2012 unter dem Namen Dépor Aguablanca.
Der größte Erfolg war das dreimalige Erreichen der Gruppenphase 2007 und 2008. Seit 2009 konnte der Verein keine Spielzeit unter den besten acht Mannschaften abschließen. Im Torneo Apertura 2014 wurde Dépor Letzter. Auch die Rückrunde verlief nicht viel besser, so dass der Verein auch in der Gesamttabelle 2014 den letzten Platz belegte. Auch in der Spielzeit 2015 wurde der Verein Letzter.

## Neuanfang als Atlético FC
Anfang 2016 sah sich juristischen Streitigkeiten bezüglich des Startrechts in der zweiten Liga ausgesetzt, das Dépor FC 2005 von Real Sincelejo erworben hatte. Dabei war es zu Unregelmäßigkeiten seitens eines der Teilhaber an Real Sincelejo gekommen, weswegen der Verkauf als ungültig angesehen wurde. Die übrigen Teilhaber von Real Sincelejo verkauften den Verein 2015 erneut an Tolima Real, das Dépor FC das Startrecht streitig machte.
Dépor FC wurde jedoch von den übrigen Vereinen der DIMAYOR unterstützt und erhielt im März die Möglichkeit, unter einem neuen Namen als Atlético FC einen Neuanfang zu machen. Der neue Name änderte allerdings nichts an der sportlichen Leistung, so dass der Verein auch 2016 Letzter wurde.
Im November 2016 wurde bekanntgegeben, dass als neuer Trainer für die Spielzeit 2017 Andrés Sicachá unter Vertrag genommen wurde, der bereits bis Mai 2016 Trainer bei Atlético FC war und danach ein halbes Jahr für Fortbildungen in Spanien verbracht hatte. Allerdings verließ Sicachá noch vor Beginn der Saison 2017 den Verein, um sich dem Trainerteam von Club Atlético Cerro aus Uruguay als Assistent von Diego Barragán anzuschließen. Stattdessen wurde Luis Eduardo Gómez verpflichtet. Auch die Apertura 2017 beendete Atlético FC auf dem letzten Tabellenplatz. Die Finalización 2017 verlief für Atlético FC etwas erfreulicher und wurde auf dem elften Tabellenplatz abgeschlossen.
Für die Spielzeit 2018 verpflichtete Atlético FC als neuen Trainer den ehemaligen Profifußballer Giovanni Hernández. Der Verein schloss die Saison auf dem 14. Platz ab. Die Hinserie 2019 beendete Atlético FC auf dem vorletzten Platz, womit der Einzug in die Finalrunde deutlich verfehlt wurde.

## Stadion
Atlético FC absolviert seine Heimspiele im Estadio Olímpico Pascual Guerrero. Das am 20. Juli 1937 eröffnete Stadion hat eine Kapazität von 33.130 Plätzen. In der Hinserie 2015 absolvierte der Verein aufgrund von Umbaumaßnahmen am Stadion Pascual Guerrero seine Heimspiele im Estadio Cacique de Jamundí, das zwischen 2006 und 2008 das Heimstadion von Dépor war.

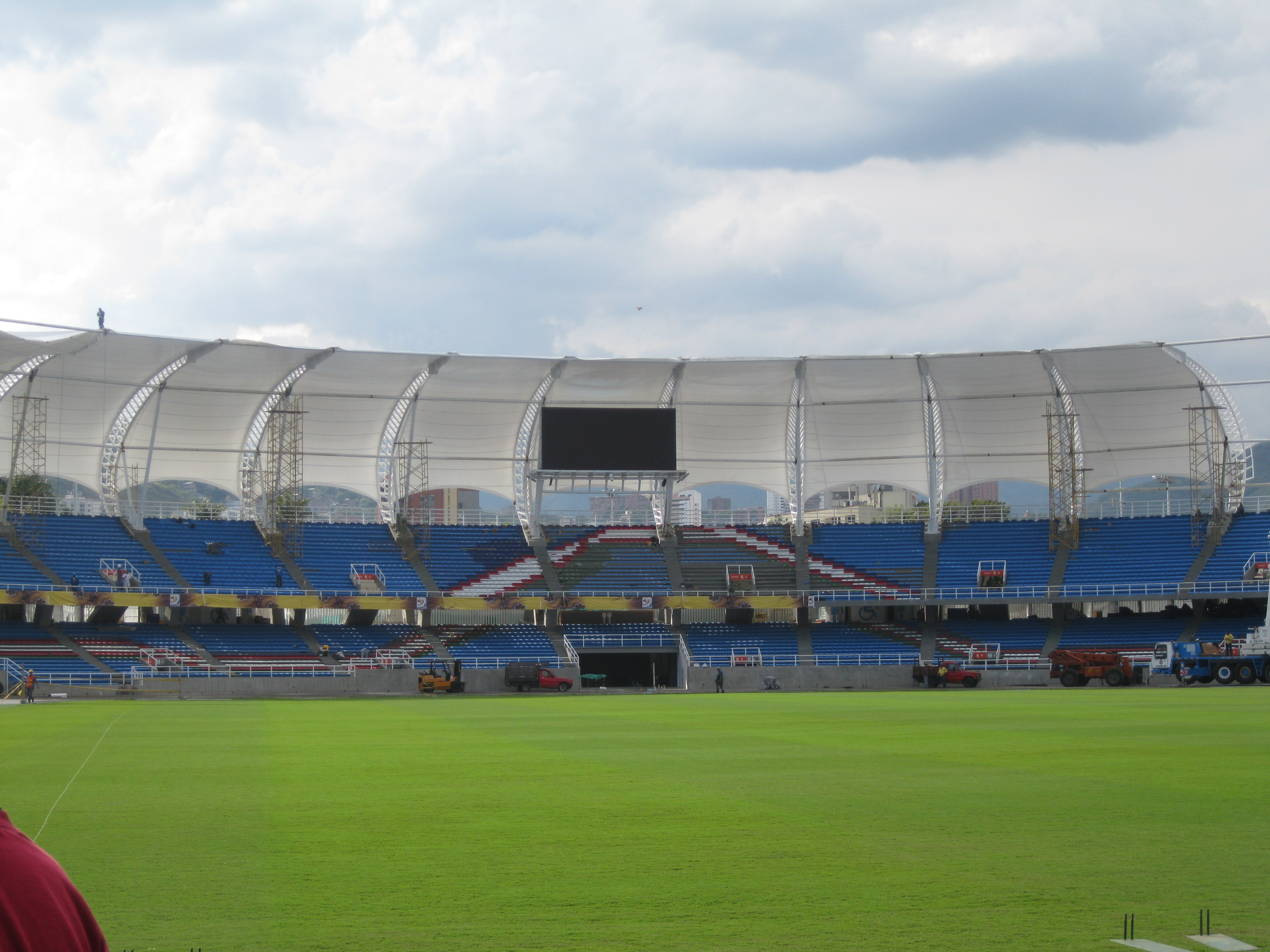
Die Nordtribüne vom Estadio Olímpico Pascual Guerrero
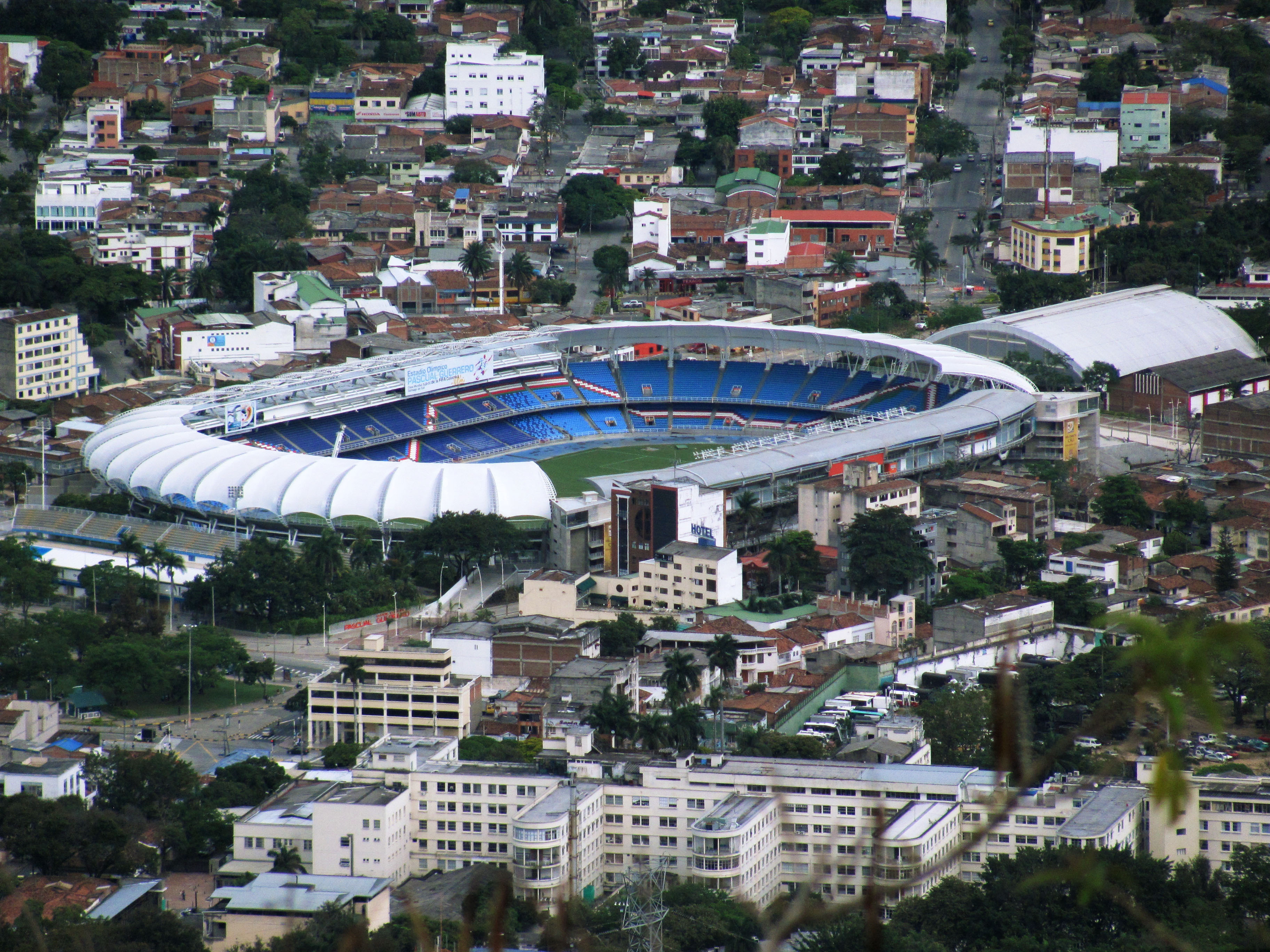
Das Estadio Olímpico Pascual Guerrero von oben

## Sportlicher Verlauf

### Saisondaten von 2005 bis 2015 als Dépor
| Spielzeit | Liga            | Platz       | Finalrunde  |
| --------- | --------------- | ----------- | ----------- |
| 2005      | Copa Premier    | 17.         | -           |
| 2006-I    | Copa Premier    | 3. Gruppe B | -           |
| 2006-II   | Copa Premier    | 7. Gruppe A | -           |
| 2007-I    | Copa Premier    | 5. Gruppe A | -           |
| 2007-II   | Copa Premier    | 4. Gruppe A | 4. Gruppe A |
| 2008-I    | Copa Premier    | 2. Gruppe B | 4. Gruppe A |
| 2008-II   | Copa Premier    | 2. Gruppe B | 4. Gruppe A |
| 2009-I    | Copa Premier    | 9. Gruppe B | -           |
| 2009-II   | Copa Premier    | 9. Gruppe B | -           |
| 2010      | Torneo Postobón | 16.         | -           |
| 2011-I    | Torneo Postobón | 13.         | -           |
| 2011-II   | Torneo Postobón | 18.         | -           |
| 2012-I    | Torneo Postobón | 14.         | -           |
| 2012-II   | Torneo Postobón | 13.         | -           |
| 2013-I    | Torneo Postobón | 9.          | -           |
| 2013-II   | Torneo Postobón | 12.         | -           |
| 2014-I    | Torneo Postobón | 18.         | -           |
| 2014-II   | Torneo Postobón | 16.         | -           |
| 2015      | Torneo Águila   | 16.         | -           |

### Saisondaten seit 2016 als Atlético FC
| Spielzeit | Liga           | Platz | Finalrunde  |
| --------- | -------------- | ----- | ----------- |
| 2016      | Torneo Águila  | 16.   | -           |
| 2017-I    | Torneo Águila  | 16.   | -           |
| 2017-II   | Torneo Águila  | 11.   | -           |
| 2018      | Torneo Águila  | 14.   | -           |
| 2019-I    | Torneo Águila  | 15.   | -           |
| 2019-II   | Torneo Águila  | 13.   | -           |
| 2020      | Torneo BetPlay | 13.   | -           |
| 2021-I    | Torneo BetPlay | 8.    | 4. Gruppe B |
| 2021-II   | Torneo BetPlay | 9.    | -           |
| 2022-I    | Torneo BetPlay | 11.   | -           |

## Persönlichkeiten

### Trainerhistorie
| - Giovanni Hernández (2018−) - Luis Eduardo Gómez (2017) - Jorge Larrahondo (2016) - Carlos Andrés Palacios (2016) - Andrés Sicachá (2013–2016) |

### Ehemalige Spieler
| - Jorge Mosquera - Michael Rangel - Alexis Viera |